# Coppa Korać 1975-1976
La Coppa Korać 1975-76 di pallacanestro maschile venne vinta dalla Jugoplastika.

## Risultati

### Turno preliminare
| Squadra 1       | Totale    | Squadra 2     | Andata | Ritorno |
| --------------- | --------- | ------------- | ------ | ------- |
| Bavi Vilvoorde  | 149 - 165 | Caen          | 82-73  | 67-92   |
| Paniōnios Atene | 163 - 172 | Éveil Monceau | 88-85  | 75-87   |

### Primo turno
| Squadra 1          | Totale    | Squadra 2           | Andata | Ritorno |
| ------------------ | --------- | ------------------- | ------ | ------- |
| MTV Wolfenbüttel   | 165 - 179 | Juventud Schweppes  | 81-93  | 84-86   |
| Panellīnios        | 139 - 168 | Jugoplastika        | 78-63  | 61-105  |
| Doncaster Panthers | 153 - 224 | Berck               | 85-101 | 68-123  |
| Hapoel Tel Aviv    | 158 - 154 | AEK Atene           | 95-71  | 63-83   |
| Gammelstads        | 156 - 185 | Standard Liegi      | 74-81  | 82-104  |
| Maximarkt Wels     | 151 - 182 | Sinudyne Bologna    | 71-89  | 80-93   |
| Caen               | 139 - 144 | Chinamartini Torino | 79-54  | 60-90   |
| Moderne            | 179 - 142 | PAOK Salonicco      | 112-73 | 67-69   |
| Éveil Monceau      | 163 - 161 | Čern. Burgas        | 94-81  | 69-80   |
| BUS Duffel         | 159 - 160 | 04 Leverkusen       | 91-73  | 68-87   |
| Cherno Morne Varna | 185 - 173 | Karşıyaka           | 105-70 | 80-103  |
| Hapoel Ramat Gan   | 180 - 194 | Mobilquattro Milano | 91-95  | 89-99   |

Barcellona, Partizan Belgrado, Brina Rieti e Olympique Antibes ammesse direttamente al turno successivo.

### Quarti di finale

#### Gruppo A
|    | Squadra            | G | V | P | PF  | PS  | Dif | P.ti |
| -- | ------------------ | - | - | - | --- | --- | --- | ---- |
| 1. | Juventud Schweppes | 3 | 2 | 1 | 540 | 515 | +25 | 5    |
| 2. | Moderne Le Mans    | 3 | 2 | 1 | 508 | 496 | +12 | 5    |
| 3. | Brina Rieti        | 3 | 2 | 1 | 518 | 533 | -15 | 5    |
| 4. | Éveil Monceau      | 3 | 0 | 3 | 470 | 492 | -22 | 3    |

#### Gruppo B
|    | Squadra             | G | V | P | PF  | PS  | Dif | P.ti |
| -- | ------------------- | - | - | - | --- | --- | --- | ---- |
| 1. | Jugoplastika        | 3 | 3 | 0 | 533 | 506 | +27 | 6    |
| 2. | Berck               | 3 | 2 | 1 | 552 | 511 | +41 | 5    |
| 3. | Standard Liegi      | 3 | 1 | 2 | 495 | 524 | -29 | 4    |
| 4. | Mobilquattro Milano | 3 | 0 | 3 | 499 | 538 | -39 | 3    |

#### Gruppo C
|    | Squadra            | G | V | P | PF  | PS  | Dif | P.ti |
| -- | ------------------ | - | - | - | --- | --- | --- | ---- |
| 1. | Sinudyne Bologna   | 3 | 3 | 0 | 564 | 485 | +79 | 6    |
| 2. | Partizan Belgrado  | 3 | 2 | 1 | 567 | 566 | +1  | 5    |
| 3. | 04 Leverkusen      | 3 | 1 | 2 | 511 | 544 | -33 | 4    |
| 4. | Cherno Morne Varna | 3 | 0 | 3 | 504 | 551 | -47 | 3    |

#### Gruppo D
|    | Squadra             | G | V | P | PF  | PS  | Dif | P.ti |
| -- | ------------------- | - | - | - | --- | --- | --- | ---- |
| 1. | Chinamartini Torino | 3 | 3 | 0 | 504 | 470 | +34 | 6    |
| 2. | Barcellona          | 3 | 2 | 1 | 555 | 513 | +42 | 5    |
| 3. | Hapoel Tel Aviv     | 3 | 1 | 2 | 546 | 558 | -12 | 4    |
| 4. | Olympique Antibes   | 3 | 0 | 3 | 503 | 567 | -64 | 3    |

|  | Qualificate alle semifinali |
|  | Eliminata                   |

### Semifinali
| Squadra 1          | Totale    | Squadra 2           | Andata | Ritorno |
| ------------------ | --------- | ------------------- | ------ | ------- |
| Juventud Schweppes | 161 - 162 | Chinamartini Torino | 107-83 | 54-79   |
| Jugoplastika       | 166 - 162 | Sinudyne Bologna    | 74-83  | 92-79   |

### Finale
| Squadra 1    | Totale    | Squadra 2           | Andata | Ritorno |
| ------------ | --------- | ------------------- | ------ | ------- |
| Jugoplastika | 179 - 166 | Chinamartini Torino | 97-84  | 82-82   |

## Formazione vincitrice
| N° | Naz.                  | Ruolo | Sportivo           |  | Alt. |  |
| -- | --------------------- | ----- | ------------------ |  | ---- |  |
| 4  | Jugoslavia (bandiera) | P     | Mlađan Tudor       |  |      |  |
| 5  | Jugoslavia (bandiera) |       | Branko Stamenković |  |      |  |
| 6  | Jugoslavia (bandiera) | P     | Ivo Škarić         |  |      |  |
| 7  | Jugoslavia (bandiera) | C     | Željko Jerkov      |  |      |  |
| 9  | Jugoslavia (bandiera) | C     | Branko Macura      |  |      |  |
| 10 | Jugoslavia (bandiera) | P     | Ratomir Tvrdić     |  |      |  |
| 11 | Jugoslavia (bandiera) | G     | Ivica Dukan        |  |      |  |
| 12 | Jugoslavia (bandiera) | A     | Damir Šolman       |  |      |  |
| 13 | Jugoslavia (bandiera) | C     | Duje Krstulović    |  |      |  |
| 14 | Jugoslavia (bandiera) |       | Ivo Bilanović      |  |      |  |
| 15 | Jugoslavia (bandiera) | A     | Mirko Grgin        |  |      |  |
|    | Jugoslavia (bandiera) | P     | Mihajlo Manović    |  |      |  |
|    | Jugoslavia (bandiera) | P     | Drago Peterka      |  |      |  |
|    | Jugoslavia (bandiera) |       | Slobodan Bjelajac  |  |      |  |
|    | Jugoslavia (bandiera) | All.  | Petar Skansi       |  |      |  |